# Griffin Colapinto
Griffin Colapinto (nascido em 29 de julho de 1998 em Mission Viejo, Califórnia) é um surfista profissional americano. Em 2017, a Colapinto conquistou o prestigioso evento Vans Triple Crown of Surfing. No mesmo ano, ele também venceu a Men's Qualifying Series e se classificou para o World Surf League.